# Dodro (Arzúa)
Dodro (llamada oficialmente Santa María de Dodro) es una parroquia española del municipio de Arzúa, en la provincia de La Coruña, Galicia.

## Entidades de población
Entidades de población que forman parte de la parroquia:
- Carballido
- Casal (O Casal)
- Currás
- Fonte Outeiro
- Iglesia (A Igrexa)
- Oís
- Pazo (O Pazo)
- Ramil
- Reboredo (O Reboredo)
- Vila de Suso

## Despoblados
Despoblados que forman parte de la parroquia:
- Casanova (A Casanova)
- Xixirín

## Demografía
| Gráfica de evolución demográfica de Dodro entre 2000 y 2018 |
|                                                             |
| Datos según el nomenclátor publicado por el INE.            |